# يوليا كوفالتشيوك
يوليا أوليخوفنا كوفالتشيوك (بالروسية: Юлия Олеговна Чумакова) هي مغنية ومذيعة روسية ولدت في يوم 12 نوفمبر 1982 في مدينة فولجسكي في روسيا، بدأت الغناء في سنة 2001 وأصبحت عضوة في فرقة بلستياشه من سنة 2001 إلى سنة 2008.

## روابط خارجية
- يوليا كوفالتشيوك على موقع IMDb (الإنجليزية)
- يوليا كوفالتشيوك على موقع ميوزك برينز (الإنجليزية)
- يوليا كوفالتشيوك على موقع ديسكوغز (الإنجليزية)
- يوليا كوفالتشيوك على موقع قاعدة بيانات الفيلم (الإنجليزية)
- يوليا كوفالتشيوك على موقع كينوبويسك (الروسية)